# Kuttertakelung

Modernes Kutterrigg mit Genua (außen) und kleinerer Fock am Kutterstag

Klassische Variante mit einem Großsegel (A) in Form eines Hochsegels

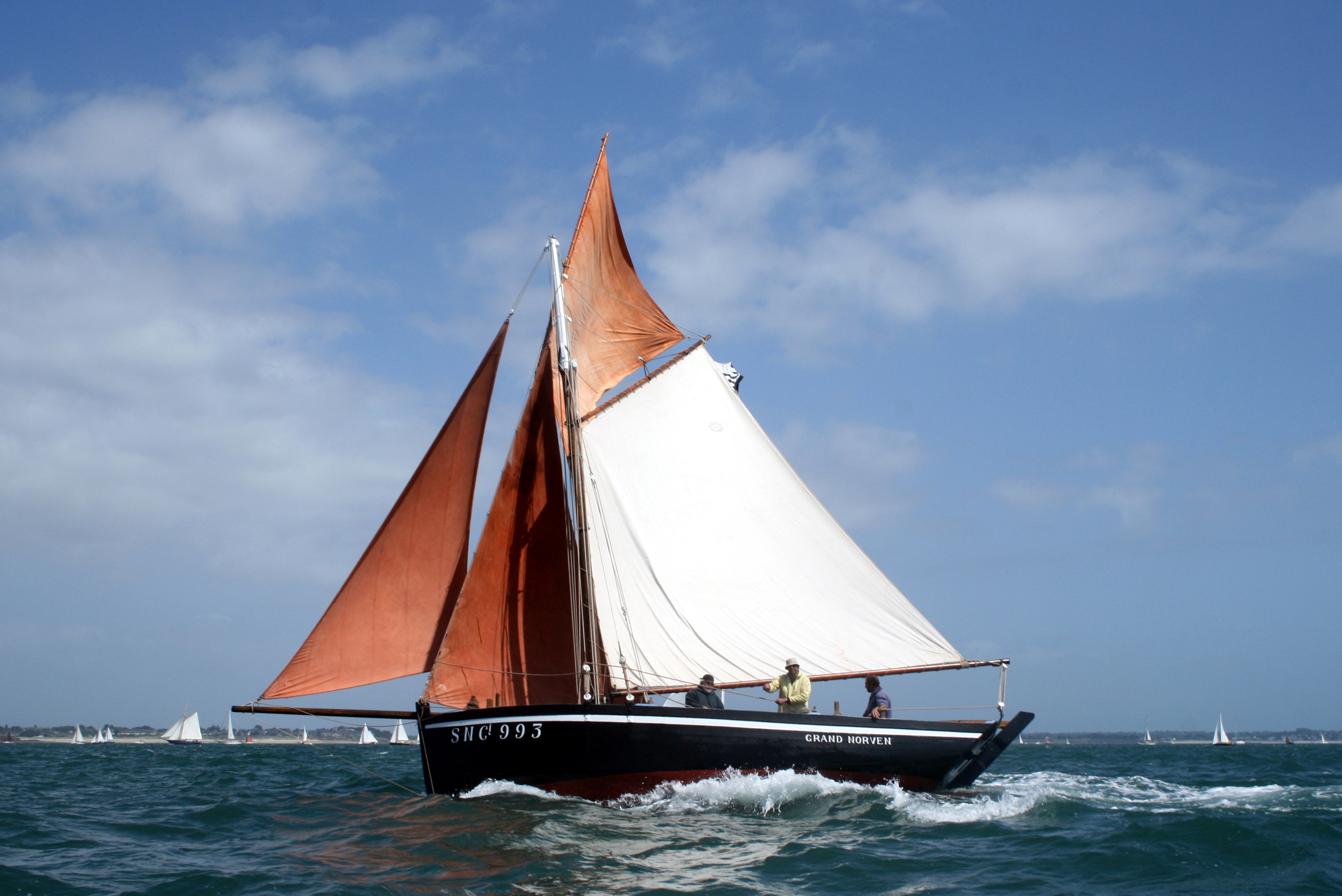
Klassische Variante mit zwei Vorsegeln, Gaffelsegel (weiß) und Gaffeltoppsegel

Kuttertakelung bezeichnet eine Takelungsart bei Segelyachten.
Kuttergetakelte Segelyachten haben nur einen Mast, an dem das Großsegel geführt wird, und davor, häufig an einem Klüverbaum, zwei oder drei Vorsegel. Das Großsegel ist auf klassischen Yachten ein Gaffelsegel, teilweise auch ergänzt durch ein darüber angeschlagenes Gaffeltoppsegel; auf modernen Yachten ist es ein Hochsegel. Die drei Vorsegel sind historisch die Fock (B), der Klüver (D) und der Flieger (E). Die Segelfläche verteilt sich je zur Hälfte auf Großsegel und Vorsegel. 
Bei der modernen Kuttertakelung wird am äußeren Vorstag die Genua oder eine Arbeitsfock gefahren und am weiter innen stehenden Kutterstag ein kleineres Kuttersegel. Häufig wird auch auf dieses verzichtet und am Kutterstag wird nur bei Bedarf die Sturmfock gefahren. Dies hat immerhin den Vorteil, dass diese ständig angeschlagen bleiben kann und gefährliche Arbeiten auf dem Vorschiff zum Wechseln des Vorsegels bei einem aufkommenden Sturm vermieden werden können.
Moderne Riggkonstruktionen verzichten auf den Klüverbaum – ein Bugspriet wird stattdessen gelegentlich für ein asymmetrisches Vorsegel (beispielsweise Gennaker oder Blister) verwendet. Diese Segel werden aber freifliegend ohne Stag gefahren.